# 212.ª Brigada Mixta (Ejército Popular de la República)
La 212.ª Brigada Mixta fue una unidad del Ejército Popular de la República creada durante la Guerra Civil Española. A lo largo de la contienda estuvo desplegada en los frentes de Teruel y Levante.

## Historial
La unidad fue creada el 28 de agosto de 1937, en Manzanares, a partir de los reemplazos de 1930, 1937 y 1938; no obstante, la formación no quedaría realmente completa hasta noviembre. El mando de la unidad recayó en el comandante de infantería Carlos Abad López, siendo integrada en la 66.ª División del XX Cuerpo de Ejército.
Más adelante la unidad sería trasladada desde la Mancha hacia el frente de Teruel, en apoyo de la ofensiva republicana que estaba teniendo lugar. La 212.ª BM llegó a entrar en combate el 1 de enero de 1938, con los reductos franquistas de Teruel totalmente aislados. Cuatro días después fue enviada al sector del río Alfambra, pasando a cubrir el flanco izquierdo de la 61.ª Brigada Mixta, y después de la 59.ª Brigada Mixta. Para entonces su división se hallaba agregada al XIII Cuerpo de Ejército. Cuando a comienzos de febrero de 1938 se produjo la ofensiva franquista en el sector del Alfamba, la 212.ª BM fue enviada en apoyo de las fuerzas atacadas; sin embargo, debido al empuje enemigo hubo de ser retirada. Posteriormente la unidad pasó a constituir la reserva del XIII Cuerpo de Ejército.
La 212.ª BM llegó a intervenir en la campaña de Levante, agregada a la 66.ª División. Inicialmente cubrió el sector que iba desde Aldehuela hasta el Puerto de Escandón, cerca de Teruel, pero el 2 de julio la presión enemiga la obligó a retirarse hacia Cublas. Continuó en este frente hasta el final de la guerra.

## Mandos
Comandantes
- Comandante de infantería Carlos Abad López;[1][6]

Comisarios
- José María Alarcón Huerta,[7] del PSOE;

Jefes de Estado Mayor
- capitán de milicias Manuel Sordo Díez;